# Roberto Garcia Morillo
Pour les articles homonymes, voir Morillo (homonymie).
Roberto Garcia Morillo, né à Buenos Aires le 22 janvier 1911 et mort le 26 octobre 2003, est un compositeur de musique classique et professeur de musique argentin.